# Piet Legierse
Petrus Antonius Aegidius Gerardus "Piet" Legierse (* 27 février 1946 à Achthuizen, dans la province de la Hollande-Méridionale) est un coureur  néerlandais.

## Biographie
En 1969, il remporte l'Olympia's Tour devant Piet Van Der Kruys ainsi qu'une étape du Tour de Pologne, qu'il termine à la 11e place. L'année suivante, il prend la 2e place du Tour d'Algérie.
En 1973, il participe à la Course de la Paix dans l'équipe des Pays-Bas (avec Evert Diepenveen, Cor Hoogedoom, Hermanus Lenferink, Cornelius Boersma et Henk Smits).

## Palmarès
- 1969
  - Olympia's Tour
  - 3e étape du Tour de Pologne
  - 2e du Tour d'Algérie